# August I. Oldenburský
August I. Oldenburský (13. července 1783 Rastede – 27. února 1853 Oldenburg) byl v letech 1829 až 1853 oldenburským velkovévodou. Pocházel z dynastie Oldenburků. Zemřel 27. února 1853 ve věku 69 let v Oldenburgu.

## Původ a rodina
Narodil se z manželství Petra Oldenburského s Bedřiškou Württemberskou. Narodil se 13. července 1783 v Rastede.

## Život
V letech 1803 až 1805 studoval na univerzitě v Lipsku. Za francouzské okupace v roce 1811 odešel spolu s otcem do Ruska, kde působil jako guvernér Estonska a snažil se o zrušení nevolnictví (zrušeno v severním Estonsku roku 1816 a v jižním roku 1819 carem Alexandrem I.). Po účasti ve válkách proti Napoleonovi se vrátil nejprve do Ruska a v roce 1816 zpět do Oldenburkého velkovévodství.

V Schaumburku pak uzavřel první dvě manželství s dcerami knížete Viktora II. Anhaltského. Nejprve 24. července 1817 s princeznou Adélou a později 24. června 1825 s její mladší sestrou princeznou Idou. Po její smrti se 5. května 1831 ve Vídni oženil s dcerou švédského krále Gustava IV. Adolfa, Cecílie (pravnučka Adolfa I. Fridricha Švédského) Všechny tři manželky zemřely po nebo na následky porodu.

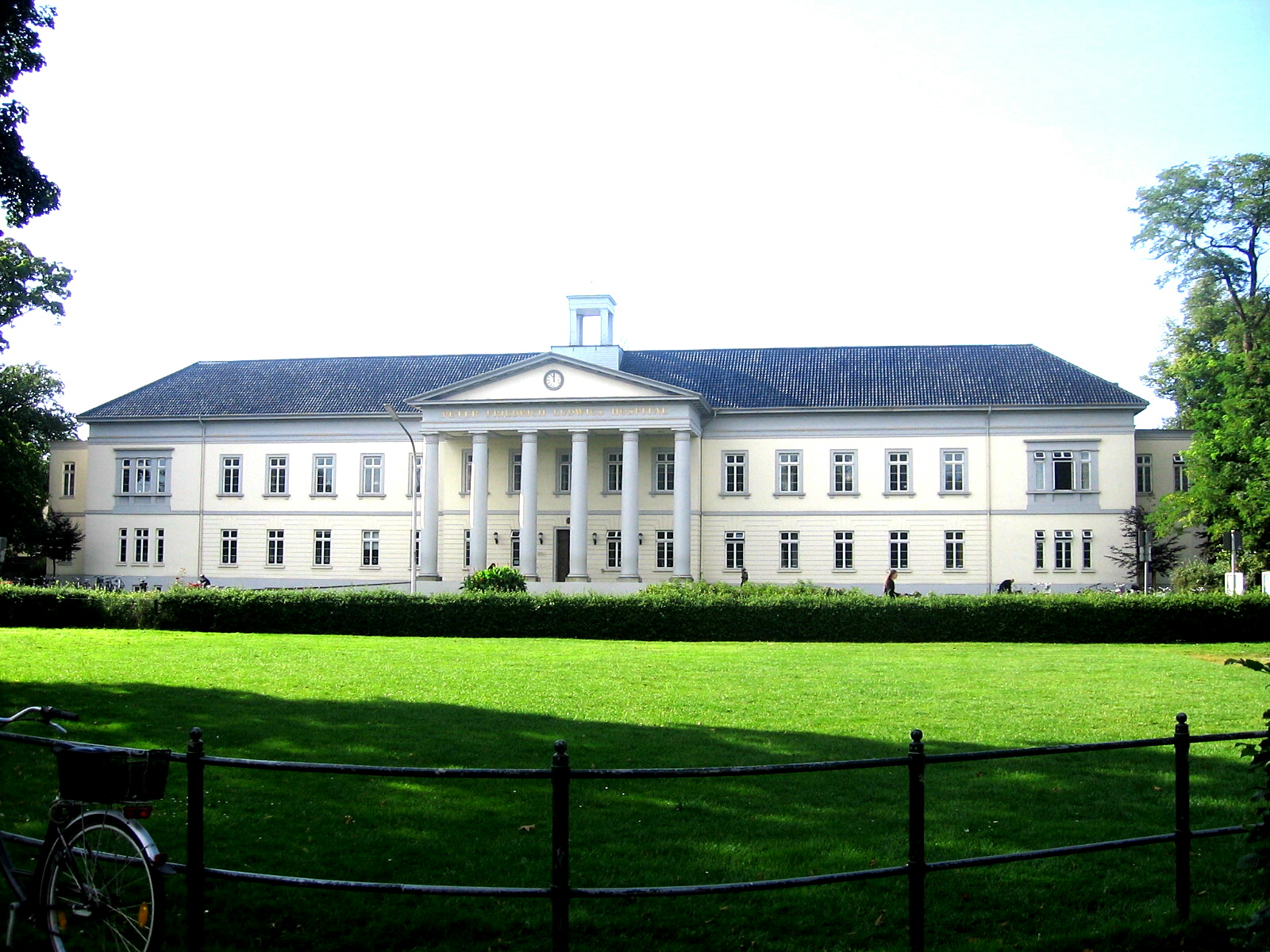
Nemocnice Petra Fridricha Ludvíka

Po smrti otce, který se již jako dědičný velkovévoda intensivně věnoval sociální a kulturní politice, se August ujal vlády. Ačkoliv Oldenburské vévodství bylo povýšeno na velkovévodství patentem z Vídeňského kongresu roku 1815, stal se August 28. května 1829 de facto prvním velkovévodou, protože Petr I. velkovévodský titul nepřijal.

Za vlády Petra I., který si zvolil Oldenburg za sídelní město, započala jeho přestavba v klasicistním stylu a August v přestavbě pokračoval. Například roku 1838 zde založil nemocnici nesoucí otcovo jméno, tedy Nemocnici Petra Fridricha Ludvíka. Jako poctu otci také 27. listopadu 1838 zavedl Oldenburský řád vévody Petra Fridricha Ludvíka (řád za zásluhy).[zdroj?]
V roce 1831 byly učiněny první kroky, zveřejnění změny obecního zřízení za zemské, k přijetí ústavy. Touhy lidu se ale splnily až s událostmi roku 1848. Revoluce probíhala velice mírně, protože lidé měli v úctě a oblibě vládnoucí dům.
7. března zaslal velkovévoda městské radě své vyjádření týkající se požadované ústavy, čímž zklamal své poddané, protože obsahovalo pouze mlhavé a neurčité sliby. O den později se oldenburčané sešli a sepsali petici, která byla velkovévodovi předložena 10. března. August se však zdráhal slíbit jakékoliv ústupky a tak mu bylo jeverskými zástupci pohrozeno povstáním. V podvečer téhož dne velkovévoda veřejně přečetl nový patent a 11. března byla zrušena cenzura tisku. Dne 24. března sice došlo v hlavním městě k menším nepokojům, ty však byly rychle potlačeny a neměly žádný vliv na projednávání ústavy.

První ústava byla přijata a velkovévodou potvrzena na zemském sněmu 18. února a v platnost vešla 28. února 1849.

5. ledna 1852, po připojení k německo-rakouské poštovní unii, byla vydána první oldenburská známka.[zdroj?]

## Potomci
S manželkou Adélou Anhaltskou (1800–1820):
- Amálie (21. prosince 1818 – 20. května 1875), oldenburská vévodkyně, ⚭ 1836 Ota I. (1. června 1815 – 26. července 1867), řecký král v letech 1832 až 1862
- Bedřiška (8. června 1820 – 20. března 1891), ⚭ 1855 svobodný pán Maxmilián z Washingtonu

S manželkou Idou Anhaltskou (1804–1829):
- Petr II. (8. července 1827 – 13. června 1900), oldenburský velkovévoda, ⚭ 1852 Alžběta Sasko-Altenburská (26. března 1826 – 2. února 1896)

S manželkou Cecílií Švédskou (1807–1844):
- 1. Alexandr (16. 6. 1834 Oldenburg – 6. 6. 1835 tamtéž)
- 2. Mikuláš (15. 2. 1836 Oldenburg – 30. 4. 1837 tamtéž)
- 3. Elimar Antonín Günther (23. 1. 1844 Oldenburg – 17. 10. 1895 Erlau)
  - ⚭ 1876 svobodná paní Natalie Vogel z Friesenhofu (8. 4. 1854 Vídeň – 9. 1. 1937), morganatické manželství[5]

## Vývod z předků
|                         |                                                            |  |                                           |                                                                |  |  |  |  |  |  |  | Kristián Albrecht Holštýnsko-Gottorpský |
|                         |                                                            |  |                                           |                                                                |  |  |  |  |  |  |  |                                         |
|                         | Kristián August Holštýnsko-Gottorpský                      |  |                                           |                                                                |  |  |  |  |  |  |  |                                         |
|                         |                                                            |  |                                           |                                                                |  |  |  |  |  |  |  |                                         |
|                         |                                                            |  |                                           | Frederika Amálie Dánská                                        |  |  |  |  |  |  |  |                                         |
|                         |                                                            |  |                                           |                                                                |  |  |  |  |  |  |  |                                         |
|                         | Jiří Šlesvicko-Holštýnsko-Gottorfský                       |  |                                           |                                                                |  |  |  |  |  |  |  |                                         |
|                         |                                                            |  |                                           |                                                                |  |  |  |  |  |  |  |                                         |
|                         |                                                            |  |                                           | Fridrich VII. Bádensko-Durlašský                               |  |  |  |  |  |  |  |                                         |
|                         |                                                            |  |                                           |                                                                |  |  |  |  |  |  |  |                                         |
|                         | Albertina Frederika Bádensko-Durlašská                     |  |                                           |                                                                |  |  |  |  |  |  |  |                                         |
|                         |                                                            |  |                                           |                                                                |  |  |  |  |  |  |  |                                         |
|                         |                                                            |  |                                           | Augusta Marie Holštýnsko-Gottorpská                            |  |  |  |  |  |  |  |                                         |
|                         |                                                            |  |                                           |                                                                |  |  |  |  |  |  |  |                                         |
|                         | Petr I. Oldenburský                                        |  |                                           |                                                                |  |  |  |  |  |  |  |                                         |
|                         |                                                            |  |                                           |                                                                |  |  |  |  |  |  |  |                                         |
|                         |                                                            |  |                                           | Fridrich Ludvik Šlesvicko-Holštýnsko-Sonderbursko-Becký        |  |  |  |  |  |  |  |                                         |
|                         |                                                            |  |                                           |                                                                |  |  |  |  |  |  |  |                                         |
|                         | Fridrich Vilém II. Šlesvicko-Holštýnsko-Sonderbursko-Becký |  |                                           |                                                                |  |  |  |  |  |  |  |                                         |
|                         |                                                            |  |                                           |                                                                |  |  |  |  |  |  |  |                                         |
|                         |                                                            |  |                                           | Luisa Šarlota Šlesvicko-Holštýnsko-Sonderbursko-Augustenburská |  |  |  |  |  |  |  |                                         |
|                         |                                                            |  |                                           |                                                                |  |  |  |  |  |  |  |                                         |
|                         | Sofie Šlesvicko-Becká                                      |  |                                           |                                                                |  |  |  |  |  |  |  |                                         |
|                         |                                                            |  |                                           |                                                                |  |  |  |  |  |  |  |                                         |
|                         |                                                            |  |                                           | Kristián I. Dohnsko-Schlodienský                               |  |  |  |  |  |  |  |                                         |
|                         |                                                            |  |                                           |                                                                |  |  |  |  |  |  |  |                                         |
|                         | Oldřiška Anna Dohnsko-Schlodienská                         |  |                                           |                                                                |  |  |  |  |  |  |  |                                         |
|                         |                                                            |  |                                           |                                                                |  |  |  |  |  |  |  |                                         |
|                         |                                                            |  |                                           | Frederika Marie Dohna-Vianenská                                |  |  |  |  |  |  |  |                                         |
|                         |                                                            |  |                                           |                                                                |  |  |  |  |  |  |  |                                         |
| 'August I. Oldenburský' |                                                            |  |                                           |                                                                |  |  |  |  |  |  |  |                                         |
|                         |                                                            |  |                                           |                                                                |  |  |  |  |  |  |  |                                         |
|                         |                                                            |  | Fridrich Karel Württembersko-Winnentalský |                                                                |  |  |  |  |  |  |  |                                         |
|                         |                                                            |  |                                           |                                                                |  |  |  |  |  |  |  |                                         |
|                         | Karel Alexandr Württemberský                               |  |                                           |                                                                |  |  |  |  |  |  |  |                                         |
|                         |                                                            |  |                                           |                                                                |  |  |  |  |  |  |  |                                         |
|                         |                                                            |  |                                           | Eleonora Juliana Braniborsko-Ansbašská                         |  |  |  |  |  |  |  |                                         |
|                         |                                                            |  |                                           |                                                                |  |  |  |  |  |  |  |                                         |
|                         | Fridrich II. Evžen Württemberský                           |  |                                           |                                                                |  |  |  |  |  |  |  |                                         |
|                         |                                                            |  |                                           |                                                                |  |  |  |  |  |  |  |                                         |
|                         |                                                            |  |                                           | Anselm František Thurn-Taxis                                   |  |  |  |  |  |  |  |                                         |
|                         |                                                            |  |                                           |                                                                |  |  |  |  |  |  |  |                                         |
|                         | Marie Augusta Thurn-Taxis                                  |  |                                           |                                                                |  |  |  |  |  |  |  |                                         |
|                         |                                                            |  |                                           |                                                                |  |  |  |  |  |  |  |                                         |
|                         |                                                            |  |                                           | Marie Ludovika Anna z Lobkovic                                 |  |  |  |  |  |  |  |                                         |
|                         |                                                            |  |                                           |                                                                |  |  |  |  |  |  |  |                                         |
|                         | Bedřiška Alžběta Württemberská                             |  |                                           |                                                                |  |  |  |  |  |  |  |                                         |
|                         |                                                            |  |                                           |                                                                |  |  |  |  |  |  |  |                                         |
|                         |                                                            |  |                                           | Filip Vilém Braniborsko-Schwedtský                             |  |  |  |  |  |  |  |                                         |
|                         |                                                            |  |                                           |                                                                |  |  |  |  |  |  |  |                                         |
|                         | Fridrich Vilém Braniborsko-Schwedtský                      |  |                                           |                                                                |  |  |  |  |  |  |  |                                         |
|                         |                                                            |  |                                           |                                                                |  |  |  |  |  |  |  |                                         |
|                         |                                                            |  |                                           | Jana Šarlota Anhaltsko-Desavská                                |  |  |  |  |  |  |  |                                         |
|                         |                                                            |  |                                           |                                                                |  |  |  |  |  |  |  |                                         |
|                         | Bedřiška Braniborsko-Schwedtská                            |  |                                           |                                                                |  |  |  |  |  |  |  |                                         |
|                         |                                                            |  |                                           |                                                                |  |  |  |  |  |  |  |                                         |
|                         |                                                            |  |                                           | Fridrich Vilém I.                                              |  |  |  |  |  |  |  |                                         |
|                         |                                                            |  |                                           |                                                                |  |  |  |  |  |  |  |                                         |
|                         | Žofie Dorota Pruská                                        |  |                                           |                                                                |  |  |  |  |  |  |  |                                         |
|                         |                                                            |  |                                           |                                                                |  |  |  |  |  |  |  |                                         |
|                         |                                                            |  |                                           | Žofie Dorotea Hannoverská                                      |  |  |  |  |  |  |  |                                         |
|                         |                                                            |  |                                           |                                                                |  |  |  |  |  |  |  |                                         |